# Ultimo viene il corvo
Ultimo viene il corvo è una raccolta di racconti di Italo Calvino pubblicata la prima volta nel 1949. La raccolta prende il titolo da un racconto uscito per la prima volta sul quotidiano L'Unità il 5 gennaio 1947.

## Trama
Durante la guerra alcuni partigiani e un ragazzo pescano trote in riva a un fiume. Per catturare i pesci utilizzano le stesse armi che portano al fianco. A un certo punto il ragazzo chiede il fucile a uno degli uomini che, non conoscendolo, glielo porge dubbioso. Sotto gli occhi dei presenti il ragazzo dimostra una mira eccezionale, tanto che centra ogni trota che affiora dall’acqua, un falchetto e le pigne di un albero che sta sull’altra sponda. I partigiani, sbalorditi, lo prendono con sé. Durante il cammino il ragazzo continua a sparare a ogni animale che vede, mentre gli altri lo intimano di far silenzio, per non venire scoperti dai nazifascisti. Arriva la notte e si fermano a una baita, ma al primo chiarore dell’alba il ragazzo si arma ed esce per conto suo, continuando a sparare a ogni cosa che vede muoversi e allontanandosi così dalla baita dove dormono gli altri uomini. Incontrato un gruppo di soldati nemici, il ragazzo apre fuoco e, dopo aver ricevuto in risposta una raffica di colpi, si nasconde, pur continuando a sparare. I partigiani, sentendo lo sparo, lo raggiungono e iniziano a sparare, ma il ragazzo si lancia all’inseguimento di un soldato nemico nel bosco. Arrivato in una radura, il soldato si nasconde dietro una grossa pietra e il ragazzo, pur assediandolo là dietro, uccide ogni uccello che passi sopra di loro. Anche quando il soldato, senza altre armi, lancia una granata verso il protagonista, questa la fa esplodere in volo con un colpo precisissimo. 
Quando un corvo comincia a volteggiare sopra i due duellanti, il ragazzo lo ignora e mira alle pigne di un albero lì vicino, che cadono una ad una. Il corvo continua a girare sopra le loro teste e il soldato, divorato dalla tensione poiché il giovane si ostina a non colpirlo, esce improvvisamente dal proprio rifugio, indicando il volatile. Il ragazzo lo colpisce in pieno petto, proprio sull’aquila cucita sull’uniforme.
Suggestivo e amaro, il racconto che dà nome all’intera raccolta si pone come una riflessione sulla problematicità della morale umana e sul problema del discernimento del bene dal male. Il ragazzo infatti non si unisce al gruppo partigiano per salde convinzioni ideologiche o per desiderio di libertà dall’invasore; semplicemente, amando sparare, desidera l’arma che i partigiani gli hanno prestato lungo il fiume. Estranea alle dinamiche della guerra è anche l’uccisione finale del soldato nazifascista: il giovane lo insegue come inseguirebbe una qualsiasi altra preda, e lo uccide con una fredda strategia, che prevede il sacrificio degli altri animali di passaggio. Ultimo viene il corvo è caratterizzato da uno stile netto e rapido, fatto di dialoghi e frasi semplici; il ritmo, inizialmente lento, accelera nei frangenti dello scontro e dell’inseguimento, mentre la sequenza finale viene narrata dal punto di vista del soldato, di cui si seguono ossessivamente i pensieri, oscillanti tra l’attesa della morte e la speranza di salvarsi all’ultimo minuto.

## Storia editoriale
(Elio Vittorini, risvolto di copertina di Italo Calvino, Entrata in guerra, Einaudi, I gettoni, 1954)
La raccolta prende il titolo da un racconto uscito per la prima volta sul quotidiano L'Unità il 5 gennaio 1947. L'opera non è suddivisa né secondo temi né secondo altro qualsivoglia criterio, ma al suo interno sono riconoscibili tre filoni: il primo si riferisce all'ambiente e clima proprio della Resistenza, il secondo è costituito da storie picaresche che vedono al centro personaggi semplici dai desideri elementari, ed infine il terzo di ispirazione più autobiografica che si richiama all'infanzia dell'autore vissuta in Liguria. Queste tre linee spesso si intrecciano e si congiungono tra loro.
La prima edizione, pubblicata il 30 luglio 1949, comprende trenta racconti scritti tra l'estate del 1945 e la primavera del 1949, di cui ventitré già pubblicati in rivista o quotidiano e sette inediti. I giornali e le riviste che pubblicano i racconti del giovane Calvino sono i seguenti: L'Unità, Agorà, Aretusa, Darsena Nuova, Rassegna mensile - storia arte uomo, Politecnico, Antologia Einaudi 1948, Rinascita. Questa edizione viene stampata in 1500 esemplari e contiene una Scheda bibliografica di Cesare Pavese in cui si annuncia la prossima pubblicazione di un nuovo romanzo di Calvino dal titolo Il Bianco Veliero, romanzo quest'ultimo che non uscirà mai.
Nel 1958, diciannove dei trenta racconti della prima edizione (1949) confluiscono nel grosso volume I Racconti (Einaudi, collana Supercoralli), ma è solo nel 1969 che viene pubblicata una nuova edizione dal titolo Ultimo viene il corvo. Questa differisce non poco dalla prima del 1949: i racconti sono sempre trenta, ma alcuni vengono eliminati e sostituiti da altri già presenti in I Racconti. Nel 1976 il testo della prima edizione viene ripreso integralmente e pubblicato in un'edizione definitiva nei Nuovi Coralli.
Le successive edizioni Einaudi Garzanti e Mondadori, riprendono tutte quella del 1976.

## Racconti
L'opera prende il nome da uno dei racconti, e si compone di un numero differente di testi a seconda dell'edizione, fino a stabilirsi nell'edizione finale nei seguenti e nel seguente ordine:
- Un pomeriggio, Adamo (1949)
- Un bastimento carico di granchi (1947)
- Il giardino incantato (1948)
- Alba sui rami nudi (1947)
- Di padre in figlio (1946, già intitolato Sogni nella vallata, quindi Il toro rosso)
- Uomo nei gerbidi (1946, già intitolato L'uomo nei gerbidi, quindi La casa di Baccicin)
- L'occhio del padrone (1947, già intitolato Pomeriggio coi mietitori)
- I figli poltroni (1948, già intitolato I fratelli poltroni)
- Pranzo con un pastore (1948)
- I fratelli Bagnasco (1946, già intitolato I due fratelli Bagnasco, quindi Dopo un po' si riparte)
- La casa degli alveari (1949)
- La stessa cosa del sangue (1949)
- Attesa della morte in un albergo (1949)
- Angoscia in caserma (1945, già intitolato Angoscia)
- Paura sul sentiero (1946)
- La fame a Bévera (1949, già intitolato Ultimo viaggio di Bisma, quindi Storia di Bisma e del mulo)
- Andato al comando (1946)
- Ultimo viene il corvo (1947)
- Uno dei tre è ancora vivo (1949)
- Il bosco degli animali (1948)
- Campo di mine[3] (1946)
- Visti alla mensa (1947, già intitolato Alla mensa)
- Furto in una pasticceria (1947, già intitolato Furto alla pasticceria)
- Dollari e vecchie mondane (1948)
- L'avventura di un soldato (1949, già intitolato L'avventura del soldato)
- Si dorme come cani (1948)
- Desiderio in novembre (1949)
- Impiccagione di un giudice (1948, già intitolato Il sogno di un giudice)
- Il gatto e il poliziotto (1948, già intitolato Armi nascoste)
- Chi ha messo la mina nel mare? (1948, già intitolato Il padrone delle mine)

## Opere derivate
Dal racconto L'avventura di un soldato è stato tratto nel 1962 l'omonimo episodio, interpretato e diretto da Nino Manfredi, del film L'amore difficile.
Due dei racconti della raccolta, Desiderio in novembre e Furto in una pasticceria, insieme ad un terzo, sempre di Calvino Un letto di passaggio, sono stati trasposti nel film del 1995 Palookaville. L'ambientazione del film è stata spostata dall'Italia post bellica e impoverita degli anni cinquanta narrata nei racconti di Calvino, nella contemporanea provincia degradata statunitense.
L'esito fallimentare della rapina raccontata nel film I soliti ignoti di Mario Monicelli è ispirato al racconto Furto in una pasticceria.

## Edizioni
- Ultimo viene il corvo, Collana I Coralli n.42, Torino, Einaudi, 1949-1962.
- in I Racconti, Collana Supercoralli, Torino, Einaudi, 1958. [ne comprende una parte]
- Ultimo viene il corvo, con una Nota dell'Autore alla nuova edizione data ottobre, Collana I Coralli n.42, Torino, Einaudi, 1969.
- Ultimo viene il corvo, Collana Nuovi Coralli n.152, Torino, Einaudi, 1976.
- Ultimo viene il corvo, Collana Gli elefanti, Milano, Garzanti, 1988.
- Ultimo viene il corvo, Collana Oscar Opere di Italo Calvino n.8, Milano, Arnoldo Mondadori Editore, 1994
- Ultimo viene il corvo, Prefazione di Guido Davico Bonino, Collana Premi Strega, Torino, UTET, 2006.
- Ultimo viene il corvo, con uno scritto di Geno Pampaloni, Collana Oscar, Milano, Mondadori, 2011.